# Lake Eva
Der Lake Eva ist ein Gebirgssee im Southland District der Region Southland auf der Südinsel von Neuseeland.

## Namensherkunft
Der See wurde von den Fowler-Brüdern nach der Tochter von Robert Murrell von Manapouri benannt.

## Geographie
Der Lake Eva befindet sich rund 4 km südwestlich des Lake Te Au, rund 3,9 km westsüdwestlich des Lake Hilda und rund 6,8 km westnordwestlich des South Fiord des Lake Te Anau. Eingebettet von bis zu 1528 m hohen Bergen, erstreckt sich der See über eine Länge von rund 650 m in Westnordwest-Ostsüdost-Richtung, öffnet sich an seinem östlichen Ende über den Abfluss zum Gorge Burn und bekommt von Norden her, über ein kleines, rund 60 m langes Verbindungsstück einen Wasserzulauf vom 7 m höher gelegenen Lake Ione. Der in einem rechten Winkel abgeknickte See besitzt eine maximale Breite von rund 440 m in Nord-Süd-Richtung, dehnt sich über eine Fläche von 14,5 Hektar aus und misst einen Seeumfang von rund 1,96 km.